# Оулавсёка
Оулавсёка (фар. Ólavsøka, [ˈɔulavs.øka]) — национальный праздник Фарерских островов, который проводится 28—29 июля в честь Святого Олафа. В переводе дословно означает «поминки Святого Олафа».

## Проведение
В этот день многие фарерцы съезжаются в Торсхавн. В период праздника проводятся соревнования по гребле. В этот же день фарерский парламент Лёгтинг открывает свою сессию после летних каникул, а премьер-министр островов произносит перед парламентом и народом торжественную речь.
Поздравляя друг друга с праздником, фарерцы говорят Góða Ólavsøku — дословно «хороших поминок Святого Олафа».
Праздник проводится как культурно-спортивное мероприятие: 28 июля его открывает парад местных спортсменов, членов городского совета столицы, всадников и духового оркестра. Шествие направляется к городской площади и Палате Парламента, где происходит официальное открытие праздника. 28 июля также начинаются лодочные гонки и состязания по чирлидингу и футболу. В эти дни в городе проходят разнообразные культурные события: традиционные танцы островов и концерты, певцы исполняют баллады. для гостей открыты различные художественные выставки. Утро 29 июля начинается с посещения собора в Торсхавне и публичного исполнения кантаты, посвящённой Оулавсёке. Кульминацией праздника считается общий танец, который проходит в театре столицы и Полуночная песнь, исполняемая в полночь 29 июля. В дни праздника все рестораны работают до поздней ночи.